# Amy Carmichael
Amy Wilson Carmichael (ur. 16 grudnia 1876 w Millisle w Irlandii, zm. 18 stycznia 1951 w Dohnavur w Indiach) – protestancka misjonarka w Indiach, założycielka sierocińca i stacji misyjnej w Dohnavur. Służyła w Indiach 55 lat do momentu swojej śmierci. Pisała książki dotyczące pracy misyjnej w tym kraju.

## Młodość
Amy Wilson Carmichael urodziła się w wiosce Millisle, County Down w Irlandii. Była najstarszym z siódemki dzieci Davida i Cathrine Carmichael, którzy byli oddanymi prezbiterianami.
Jako nastolatka Carmichael uczęszczała do szkoły z internatem, zwanej Wesleyan Methodist. Gdy miała 18 lat, umarł jej ojciec, pozostawiając całą jej rodzinę w bardzo trudnej sytuacji finansowej, przez co musiała opuścić szkołę i przenieść się z resztą rodziny do Belfastu. Tam rozpoczęła się jej służba wśród kobiet pracujących w fabrykach. Widząc trudne warunki ich pracy, udzielała im pomocy humanitarnej, a także głosiła Ewangelię.
Po pewnym czasie uznała, że potrzebuje miejsca spotkań dla 500 osób. Dzięki darowiźnie pochodzącej od Kate Mitchell (500 funtów), a także ziemi podarowanej przez jednego z właścicieli fabryki w 1887 roku powstała pierwsza „Welcome Hall”, mieszcząca się na rogu ulic Cambrai i Heather. Carmichael kontynuowała działalność w Welcome Hall do momentu, kiedy w 1889 roku dostała propozycję niesienia pomocy innym ubogim kobietom, pracującym w fabrykach w Manchesterze, a z czasem zajęła się misjonarstwem.
Pod wieloma względami Carmichael nie nadawała się do pracy misjonarskiej. Chorowała na neuralgię i ze względu na bóle musiała czasem spędzić w łóżku kilka tygodni. Jednak w 1887 roku na jednym z zebrań Keswick usłyszała świadectwo Hudsona Taylora na temat jego pracy misyjnej w Chinach. Wkrótce po tym sama poczuła powołanie do pracy misyjnej. Złożyła wniosek o przyjęcie do China Inland Mission, po czym pozostała w Londynie w domu przygotowawczym dla kobiet. Tam miała okazje poznać autorkę i misjonarkę z Chin, Mary Geraldine Guinnes, która zachęcała ją do podejmowania kolejnych kroków w pracy misyjnej. Gdy miała wypłynąć do Azji, okazało się, że według orzeczenia lekarza zdrowie jej na to nie pozwala. Wówczas Carmichael zdecydowała się dołączyć do związku Church Missionary Society.

## Służba w Indiach
Amy Carmichael pojechała służyć w Japonii, jednak zrezygnowała z powodu trudności językowych, a także zdrowotnych. Po 15 miesiącach przeniosła się na Cejlon (Sir Lanka), gdzie spędziła kolejnych kilka miesięcy. Potem musiała wrócić na pewien czas do Anglii, aby zająć się chorym przyjacielem. W roku 1895 Carmichael została z powrotem wysłana na misję, tym razem do Indii z ramienia misji Church of England Zenana Mission. Pierwszym miejscem jej służby był kościół w Bangalore. Sam kościół był bardzo aktywny w swojej pracy, lecz nie wnosił żadnych zmian w życie tamtejszej ludności. Carmichael odnosiła się z niechęcią do spotkań z innymi misjonarkami, umawiającymi się na popołudniową herbatę, by plotkować i do tego, jak okazywały brak troski o życie wieczne Hindusów. W tamtym czasie zmagała się często z samotnością i brakiem zrozumienia.
Po pewnym czasie Carmichael zdecydowała przenieść się na południe Indii i tam współpracowała z rodziną misjonarzy, Walkersami. Większość jej służby, poza głoszeniem Ewangelii, skupiała się wokół młodych dziewcząt, z których część została uratowana z przymusowej prostytucji. Bardzo często zdarzało się, że do świątyń hinduskich oddawano dziewczęta, które miały być poświęcone bogom i zmuszane do prostytucji w celu zdobycia zarobku na utrzymanie miejscowych kapłanów (np. Dewadasi). Carmichael zajmowała się nimi jak matka, dbając o ich fizyczne, emocjonalne, a przede wszystkim duchowe potrzeby. Sama utrzymywała, że jej służba ratowania dzieci świątynnych rozpoczęła się od dziewczyny zwanej Preena. W 1901 jedna z Hindusek przyprowadziła do niej pięcioletnią dziewczynkę, sprzedaną do świątyni przez matkę. Tam przygotowywano ją do prostytucji świątynnej. Dwa razy udało się jej uciec, jednak została złapana, pobita i przyprowadzona z powrotem. Za trzecim razem, gdy uciekła, udało jej się natknąć na kobietę, która przyprowadziła ją do misjonarki. Carmichael udzieliła jej schronienia i stała w jej obronie przed groźbami lokalnej ludności, którzy naciskali, aby dziewczyna wróciła do świątyni. Preena opowiedziała misjonarce, jaki los spotkał ją w świątyni i jakie praktyki się tam odbywały. Wówczas Carmichael postanowiła poświęcić się ich ratowaniu. To wydarzenie zapoczątkowało działalność Dohnavur Fellowship, mającą na celu ratowanie zaniedbanych i pokrzywdzonych dzieci. Wioska Dohnavur położona jest w stanie Tamilnadu, w południowo-wschodniej części Indii. To miejsce stało się schronieniem dla ponad setki dzieci, który nie miały szans na dobrą przyszłość.
Aby okazać szacunek dla kultury indyjskiej, członkowie organizacji nosili hinduskie stroje, a dzieci otrzymywały hinduskie imiona. Sama Carmichael nosiła sari, malowała swoją skórę ciemną kawą i często podróżowała na duże odległości po indyjskich ulicach po to, aby ocalić chociaż jedno dziecko.
Jako pisarka i poetka wydała trzydzieści pięć książek, m.in. „Things as They Are: Mission Work in Southern India” (1903), „His Thoughts Said. His Father Said” (1951), „If” (1953), „Edges of His Ways” (1955) i „God's Missionary” (1957).

## Koniec życia i dziedzictwo
W 1931 roku Carmichael odniosła poważne obrażenia podczas upadku, przez co chorowała aż do momentu swojej śmierci. Umarła w Indiach w 1951 roku. Poprosiła, aby na jej grobie nie stawiać żadnego nagrobku. Zamiast tego dzieci, którymi się opiekowała miały na nim położyć wannę dla ptaków z inskrypcją „Amma”, co w języku Tamil oznacza „matka”. Jej przykład jako misjonarki zainspirował wielu innych ludzi (między innymi Jima Elliota i jego żonę Elisabeth Elliot).

## Dzieła (wybór)
- From Sunrise Land: Letters from Japan, Marshall 1895
- Things as they are; mission work in southern India, London: Morgan and Scott (1905)
- Lotus Buds, London: Morgan and Scott (1912)
- Ragland, pioneer, Madras: S.P.C.K. Depository (1922) (biography of Thomas Gajetan Ragland)
- Walker of Tinnevelly, London: Morgan & Scott (1916) (biography of Thomas Walker)
- Candles in the Dark, Christian Literature Crusade (June 1982)
- Rose from Brier, Christian Literature Crusade (June 1972)
- Mimosa: A True Story, CLC Publications (September 2005)
- If, Christian Literature Crusade (June 1999)
- Gold Cord, Christian Literature Crusade (June 1957)
- Edges of His Ways, Fort Washington: Christian Literature Crusade (1955)
- Mountain Breezes: The Collected Poems of Amy Carmichael, Christian Literature Crusade (August 1999)
- Whispers of His Power, CLC Publications (June 1993)
- Thou Givest They Gather, CLC Publications (June 1970)
- Ploughed Under : The Story of a Little Lover, Society for Promoting Christian Knowledge (SPCK) (1934)
- Kohila: The Shaping of an Indian Nurse, CLC Publications (July 2002)